# St. Pankratius (Vaterstetten)

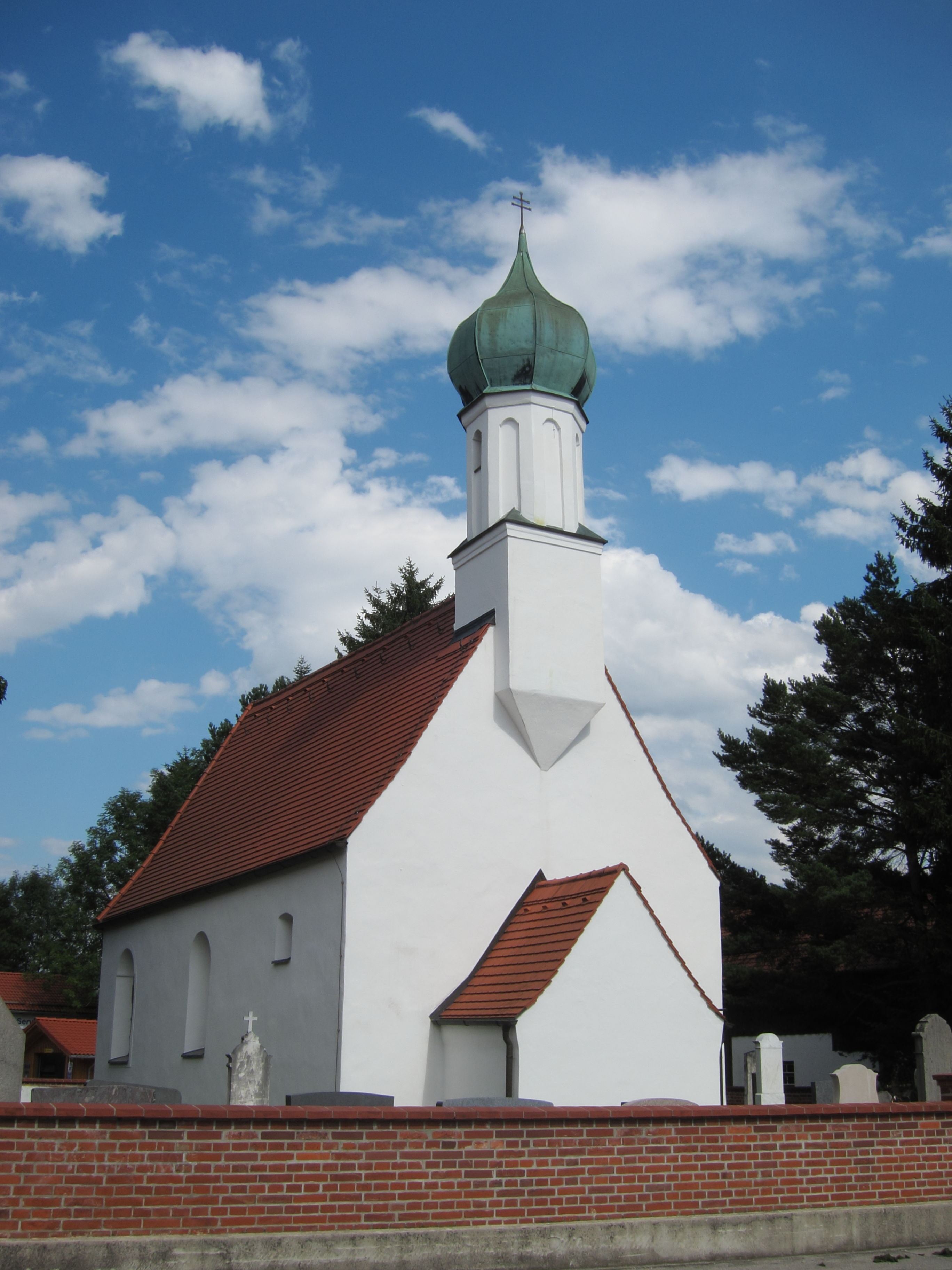
St. Pankratius in Vaterstetten

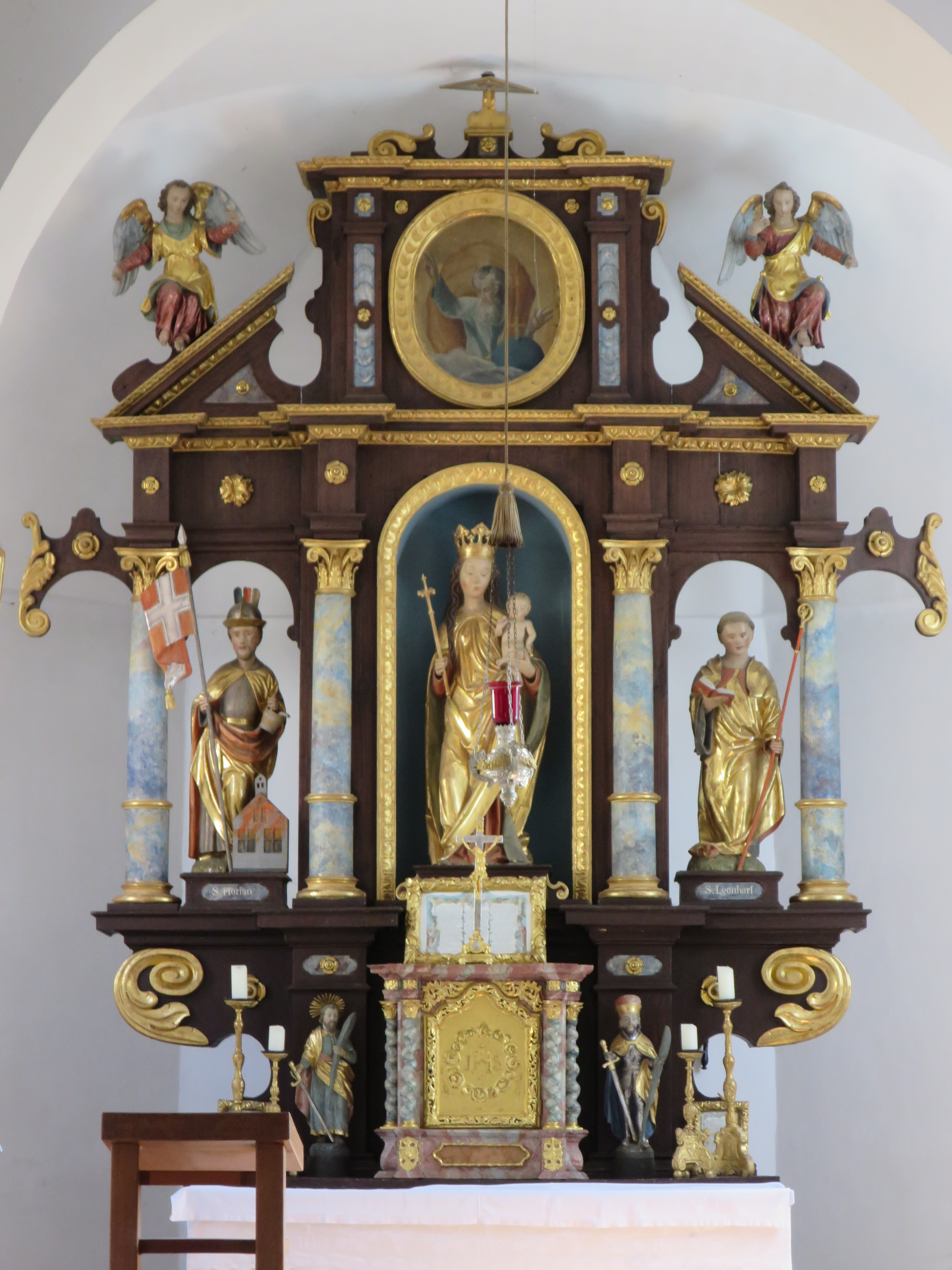
Hochaltar

Die römisch-katholische Filialkirche St. Pankratius steht in Vaterstetten im oberbayerischen Landkreis Ebersberg. Sie ist in der Liste der Baudenkmäler in Vaterstetten unter der Nr. D-1-75-132-1 eingetragen. Die Kirche gehört zum Dekanat München-Nordost im Erzbistum München und Freising.

## Geschichte
Die erstmals 1186 urkundlich belegte Dorfkirche, damals noch zum Kloster Tegernsee gehörend, ist die älteste auf dem Gemeindegebiet Vaterstettens. Anhand baugeschichtlicher Befunde ist belegbar, dass das Langhaus im spätromanischen Stil aus Tuffsteinquadern um 1200 erbaut wurde. Anfang des 14. Jahrhunderts wird die Kirche als Filialkirche der Pfarrei Ottendichl aufgelistet. In der Folgezeit wird sie nur noch gelegentlich urkundlich erwähnt. Ob sie ebenso wie die meisten anderen in der Region während des Dreißigjährigen Krieges Zerstörungen erlitt, ist nicht nachweisbar, aber wahrscheinlich: Die nahegelegene Pfarrei Ottendichl war aufgrund der schwedischen Brandschatzung von 1632 nicht mehr in der Lage, einen eigenen Pfarrer zu unterhalten und unterstellte sich daher dem Kloster Weyarn, das somit auch die Betreuung Vaterstettens übernahm. Die Tatsache, dass die heutige Gestalt der Dorfkirche aus dem 17. Jahrhundert stammt, lässt vermuten, dass auch dieser Ort Kriegszerstörungen erlitten haben dürfte und daher ein Wiederaufbau notwendig gewesen ist.
Die erfolgreiche Verwaltung der Pfarrei durch die Weyarner als auch die Vollendung des barocken Umbaus der Dorfkirche wird durch einen Bericht von 1740 belegt:

„Die früher ärmliche, jetzt aber renovierte Kirche hat einen Altar zu Ehren des hl. Märtyrers Pankratius. Gottesdienst wird hier gehalten am Kirchweihfest, das auf den Sonntag nach St. Michael fällt, ferner am Fest des hl. Märtyrers Pankratius und am Fest der hl. Unschuldigen Kinder. Hier wird ein Friedhof mit Beinhaus und Gräbern unterhalten. Die Sakristei ist mit den unbedingt notwendigen Paramenten ausgestattet. Im Turm sind zwei geweihte Glocken. Die Erträgnisse dieser Kirchen werden vom Pfarrer und vom kurfürstlichen Pfleger in [Markt] Schwaben verwaltet. Das völlige Vermögen solle dieser Zeit gegen 800 fl. betreffen.“

Als infolge der Säkularisation das Kloster Weyarn 1803 aufgelöst wurde, sollte die Vaterstettener Dorfkirche abgerissen und als Baumaterial für ein Schulhaus verwendet werden. Gegen den Vollzug des Abbruchs wehrten sich jedoch die Dorfbewohner, die sich zunächst bewaffnet versammelten, hierauf aber den Entschluss fassten, die Dorfkirche 1807 käuflich zu erwerben und anschließend zu renovieren. Drei Jahrzehnte lang blieb sie im Eigentum der Ortsgemeinschaft, bis sie 1837 auf Bitten der Bewohner wieder an die Pfarrei Ottendichl restituiert wurde.
Im 20. Jahrhundert wurde die Kirche aufgrund des starken Bevölkerungswachstums Vaterstettens zu klein – von 143 im Jahr 1852 zu 1307 Katholiken im Jahr 1950 –, doch scheiterten Pläne sowohl einer geplanten Erweiterung als auch eines Neubaus aus finanziellen Gründen. Nicht zuletzt verursachte die Baufälligkeit der Kirche hohe Ausgaben: Eine erste gründliche Renovierung erfolgte 1936, als die Kirchturmkuppel mit Kupferblech verkleidet und die Holzschindeldeckung durch Biberschwanzziegel ersetzt wurde. 1946 und 1950 folgten weitere Arbeiten, die der Kirche das heutige Erscheinungsbild verliehen. Ein bei letzterer Renovierung im Mauerwerk des Hochaltars entdeckter Metallkasten, der womöglich als Urkundenbehälter diente, blieb ungeöffnet. Mit dem Bau und der Weihe der neuen Pfarrkirche Zum kostbaren Blut Christi 1952 verlor die alte Dorfkirche an Bedeutung in der Pfarrei.